# Municipio de Osage (condado de Dent)
Osage Township es una subdivisión territorial del condado de Dent, Misuri, Estados Unidos. Según el censo de 2020, tiene una población de 312 habitantes.
Es una subdivisión exclusivamente geográfica, por cuanto el condado de Dent no utiliza la herramienta de los townships como municipios.

## Geografía
La subdivisión está ubicada en las coordenadas 37°38′20″N 91°13′46″O / 37.63889, -91.22944. Según la Oficina del Censo, tiene una superficie total de 166.59 km², de los cuales 166.13 km² corresponden a tierra firme y 0.46 km² están cubiertos de agua.

## Demografía
Según el censo de 2020, hay 312 personas residiendo en la zona. La densidad de población es de 1.88 hab./km². El 91.99 % de los habitantes son blancos, el 1.60 % son amerindios y el 6.41 % son de una mezcla de razas. Del total de la población, el 2.56 % son hispanos o latinos de cualquier raza.